# Forța Națiunilor Unite de Menținere a Păcii în Cipru
Forța Organizației Națiunilor Unite pentru menținerea păcii din Cipru este o forță de menținere a păcii a Organizației Națiunilor Unite care a fost înființată prin Rezoluția 186 a Consiliului de Securitate al Organizației Națiunilor Unite.